# Ali Alifei Moustapha
Ali Alifei Moustapha (* 1956) ist ein Journalist, Politiker und Diplomat aus dem Tschad, der mehrmals Minister war und seit 2017 Ständiger Vertreter und Botschafter bei den Vereinten Nationen in New York City ist.

## Leben
Moustapha absolvierte nach dem Schulbesuch ein Studium der Journalistik an der Internationalen Schule für Journalisten in Yaoundé, das er 1977 abschloss. Nach weiteren Fortbildungen für Journalisten in Tunis und für Pressemanagement in Paris begann er 1978 seine berufliche Laufbahn als Stabschef des Amtsblattes im Sekretariat der Regierung des Tschad, ehe er 1984 Chefredakteur der Nationalen Presseagentur wurde. Diese Funktion bekleidete er bis 2003, wobei er 1992 kurzzeitig Staatssekretär im Ministerium für nationale Verteidigung war.
Moustapha, Mitglied der Patriotischen Wohlfahrtsbewegung MPS (Mouvement Patriotique de Salut) von Staatspräsident Idriss Déby, war von 2003 bis 2004 Minister für Dezentralisierung sowie nach einer Regierungsumbildung zwischen 2004 und 2005 Minister für Stadtplanung und Regionalentwicklung im Kabinett von Premierminister Moussa Faki.
Danach wurde er 2005 Vize-Bürgermeister von N’Djamena und war zwischen 2008 und 2009 Berater von Präsident Idriss Déby für Internationale Beziehungen, ehe er von 2010 bis 2015 als Präsident der Obersten Kommunikationsbehörde fungierte. Im August 2015 kehrte er in die Regierung zurück und war zunächst bis Februar 2016 Minister für Umwelt und Fischerei im Kabinett des parteilosen Premierminister Kalzeubé Pahimi Deubet. In der darauf folgenden Regierung von Premierminister Albert Pahimi Padacké von der Nationalen Sammlung für die Demokratie im Tschad RNDP-Le Réveil (Rassemblement national pour la démocratie au Tchad) bekleidete er von Februar bis August 2016 das Amt des Kommunikationsministers.
2017 wurde Moustapha zum Ständigen Vertreter und Botschafter bei den Vereinten Nationen in New York City ernannt und übergab am 9. Januar 2017 sein Akkreditierungsschreiben an UN-Generalsekretär António Guterres.
Moustapha ist verheiratet und Vater von elf Kindern.